# ガーコ
ガーコはコナミトイ&ホビー事業部のブランド「von Traumer」（トロイマー）のキャラクター。1996年生まれのメスのアヒル。兄弟キャラにケロタンというカエルのキャラクターが存在する。

## 概要
- 1996年に制作され、スタンドバンク（オリジナル商品）で火が付き、雑貨市場で人気となり、ダック村長で有名なアヒル人形の2代目アヒル人形の礎となる[要出典]。
- 2004年-2005年に発売された『METAL GEAR SOLID 3 SNAKE EATER』と『METAL GEAR SOLID 3 SUBSISTENCE』にはガーコ柄の迷彩服である「ガーコ迷彩」が登場する。着用するとケロタンの声が聴こえるようになる。
- 2006年12月21日発売のPSP用ソフト『METAL GEAR SOLID PORTABLE OPS』には兵士の服と兵士を欺く武器（ゼンマイ仕掛けで鳴きながら歩くオモチャ）として登場。
- 2007年3月には蛙男商会とコラボして、劇場版『秘密結社鷹の爪 THE MOVIE 〜総統は二度死ぬ〜』の同時上映の『古墳GALのコフィー 〜桶狭間の戦い〜』に倉庫のポスターとしてケロタンと一緒に映画出演デビュー。
- 2008年6月12日に発売された『メタルギアソリッド4』では登場人物がガーコの置き時計を愛用しており、2008年7月31日には同じデザインの「ガーコアラームクロック」が発売された。
- 2013年NHK連続ドラマ『あまちゃん』ではシーンのひとつにガーコのティッシュケースが出てくる。